# Szeremle
Szeremle je obec v Maďarsku v župě Bács-Kiskun.
Rozkládá se na ploše 34,64 km² a v roce 2024 zde žilo 1 261 obyvatel.

## Poloha
Szeremle se nachází sedm kilometrů jihozápadně od okresního města Baja na přítoku Dunaje. Čtyři kilometry jihovýchodně se nachází sousední obec Bátmonostor.

## Doprava
Přes Szeremle vede vedlejší silnice č. 51144. Autobusové spojení je zajištěno do města Baja, kde se nachází nejbližší železniční stanice. Přes řeku Szeremlei-Duna jezdí trajekt na ostrov Pandúr-sziget.